# Bicocca (Milan)
Pour les articles homonymes, voir Bicocca.
La Bicocca (Bicòcca en dialecte milanais, API: [biˈkɔka]) est un quartier de Milan situé dans la périphérie nord-est de la ville et appartenant à la municipalité 9. 
Ce quartier formait une municipalité autonome jusqu'en 1841, année où il a été regroupé avec la municipalité de Niguarda qui fut finalement annexé à Milan en 1923. La Bicocca avait déjà été annexée à la ville par Napoléon en 1808, mais s'est scindée en 1816 avec le retour des Autrichiens.
La Bicocca est connue pour la petite villa des Arcimboldi, pour l'université du même nom et pour la bataille de la Bicocca de 1522, dont une représentation se trouve à l'intérieur de la chapelle de Sant'Antonino di Segnano.

## Source de traduction partielle
- (it) Cet article est partiellement ou en totalité issu de l’article de Wikipédia en italien intitulé « Bicocca (Milano) » (voir la liste des auteurs).